# Eisenbahnunfall von Leichholz
Der Eisenbahnunfall von Leichholz am 27. Dezember 1941 war der Auffahrunfall eines Schnellzuges auf einen liegen gebliebenen Güterzug in der Nähe des Bahnhofs Leichholz, Brandenburg (heute: Drzewce, Woiwodschaft Lebus). 44 Menschen starben.

## Ausgangslage
Der Güterzug Dg 7053, ein Kesselwagenzug, der Benzin geladen hatte, befuhr die Bahnstrecke Frankfurt (Oder)–Poznań in östlicher Richtung. Die Strecke verfügte nicht über eine Indusi-Sicherung, die eine Zwangsbremsung auslöst, wenn ein „Halt“ zeigendes Signal überfahren wird. Zwischen den Bahnhöfen von Sternberg (heute: Torzym) und Leichholz ereignete sich eine Zugtrennung, wodurch es zu einer Zwangsbremsung kam und der Zug vor dem Bahnhof Leichholz liegen blieb.
Dem Güterzug folgte in kurzem Abstand auf der gleichen Bahnstrecke der D 123 von Berlin-Charlottenburg nach Warschau. Die Lokomotive des D 123 war eine Dampflokomotive der polnischen Eisenbahn der PKP-Baureihe Pt31, die bei der Deutschen Reichsbahn zunächst die Nummer 39 1010p, später die Bezeichnung 19 164 trug. Es herrschte dichtes Schneetreiben.

## Unfallhergang
Noch bevor das Personal des Güterzuges seinen liegengebliebenen Zug nach hinten absichern konnte, geschah der Unfall. Der Lokomotivführer des Schnellzuges sah aufgrund der schlechten Sicht ein „Halt“ zeigendes Blocksignal, das den liegengebliebenen Güterzug rückwärts sichern sollte, sehr spät. Er bremste noch auf etwa 40 km/h ab, bevor es gegen 1:56 Uhr zur Kollision mit dem rückwärtigen Teil des stehenden Güterzuges kam. Dies führte auch zur Explosion von im Güterzug transportiertem Benzin.

## Folgen
44 Menschen starben, 67 wurden darüber hinaus verletzt. Eine Reihe von Güterwagen brannten aus, ebenso der Gepäckwagen, ein Postwagen, ein Schlafwagen und zwei Personenwagen des D 123.
15 namentlich bekannte und 7 nicht identifizierte Unfallopfer wurden im Januar 1942 in einem Gemeinschaftsgrab in Koritten (heute: Koryta) beigesetzt.